# Saladins Adelaar

Wapen van Egypte dat sinds 1984 in gebruik is.

De Saladins Adelaar (ook wel Arabische Adelaar) is een figuur uit de heraldiek. De adelaar is vernoemd naar de Ajjoebidische sultan Saladin, die de vorm van de adelaar ook in zijn eigen wapen gebruikte.
De Saladins Adelaar is in diverse wapens gebruikt en komt tegenwoordig nog terug in het wapen van diverse Arabische landen. Het wapen bestaat dan vaak uit een gouden Saladins Adelaar met uitgeklapte zwarte vleugels en waarbij de adelaar naar rechts (op de afbeelding links) kijkt. Het onderscheid tussen de wapens is met name het schild dat op de borst wordt gedragen en de tekst in het voetstuk.
Landen die de Saladins Adelaar in hun wapen hebben of hadden zijn onder andere Egypte, Irak en Libië. Syrië had voorheen ook de Saladins Adelaar in zijn wapen staan, maar deze is in 1972 vervangen door een valk (valk van de Qoeraisj). Deze valk komt ook terug in het wapen van Koeweit.

## Wapens met de Saladins Adelaar

Wapen van Egypte (1984-heden)
Voormalig Wapen van Egypte
Wapen van Irak (2008 - heden)
Wapen van Jordanië
Wapen van het Koerdische Autonome Regio

adelaar · Agnus Dei · alliantiewapen · andreaskruis · ankerkruis · armoriaal · baldakijn · barensteel · bezant · Bourgondisch kruis · brisure · cartouche · centaur · cordelière · dekkleed · dorpsvlag · dorpswapen· drieberg · dubbelkoppige adelaar · dwarsbalk · fleur de lis · fleuron · Friese adelaar · gaande leeuw · gecarteleerd · Gelderse leeuw · gepaald · gravenkroon · groot wapen · griffioen · hartschild · helmkroon · helmteken · heraldische kleur · herautstuk · hermelijn · hoed · Hollandse tuin · huismerk · Jeruzalemkruis · karbonkel · keizerskroon · keper · koek · kromstaf · kroon · krukkenkruis · kwartier · kwartileren · kwartierzoom · leeuw · markiezenkroon · merlet · molenijzer · motto · muurkroon · nassaublauw · natuurlijke kleur · Nederlandse leeuw · Nederlandse Maagd · ombrellino · ordeketen · palen · pentagram · pijlenbundel · raadselwapen · raaf · respectant · riddertoernooi · rijksbanier · rijkskleuren · rijksstandaard · rijkswapen · roos · Rudolfinische keizerskroon · Saksenros · Saladins Adelaar · scharlakenrood · schildhoofd · schildhouder · schildvoet · schildzoom · schoof · schuinbalk · schuinstreep sinister · sinister · sleutels van Petrus · socialistische heraldiek · sprekend wapen · stadskleuren · standaard · stedenmaagd · ster · tinctuur · vair · vermeerdering · vlag · vorstenhoed · vrijheidshoed · vrijkwartier · vrouwenwapen · wapen · wapenbelasting · Wapenboek Beyeren · Wapenboek Gelre · wapenbord · wapendiploma · wapendier · wapenkast · wapenkoning · wapenmantel · wapenrecht · wapenrol · wapenstier · wapentent · wassende en afnemende maan · Waterlandse zwaan · Westfriese boomwapens · wildeman · wolfsangel · wrong